# Christine Delphy
Pour les articles homonymes, voir Delphy (homonymie).
« Delphy » redirige ici. Pour l’article homophone, voir Delphi.
Christine Delphy, née en 1941, est une sociologue et féministe française.
Chercheuse du CNRS depuis 1966 dans le domaine des études féministes ou études de genre, elle est une des cofondatrices de Nouvelles Questions féministes, une revue qui introduit, entre autres, le concept de genre et le courant intellectuel du féminisme matérialiste, catégorie qu'elle propose en 1975.
Elle a une activité militante importante tout d'abord dans les années 1960-70 dans différents groupes féministes liés au Mouvement de libération des femmes, dont elle est l'une des fondatrices, avant de s'engager dans les années 2000-2010 dans des cercles de réflexion critique du libéralisme, tels la Fondation Copernic, puis dans le combat contre la loi sur les signes religieux dans les écoles publiques françaises et plus généralement dans la lutte contre l'islamophobie.

## Biographie et activités militantes
Christine Delphy est née d'une mère et d'un père pharmaciens qui l'encouragent à faire des études. Elle se dirige vers la sociologie, d'abord à la Sorbonne où elle suit les cours de Raymond Aron et de Pierre Bourdieu, puis aux États-Unis, où elle obtient en 1962 une bourse qui lui permet de poursuivre son cursus à Chicago et à Berkeley en tutorat avec Erving Goffman. En 1965, elle travaille pour la Washington Urban League (une organisation de défense des droits civiques des Noirs). Doctorante de sociologie en 1968 au Centre de sociologie européenne, elle entre au CNRS en 1970 et est actuellement directrice de recherche émérite.
Elle a publié dans de nombreuses revues françaises, britanniques et américaines, tant féministes que « généralistes », scientifiques et politiques (par exemple Politique la revue, dirigée par Jacques Kergoat, Cahier de recherche, Women's Studies International Forum) ; elle continue de faire partie de plusieurs comités de lecture. Elle est corédactrice responsable, avec Patricia Roux, et directrice de publication de Nouvelles Questions féministes.
Christine Delphy a été rendue sensible aux questions féministes d'abord en s'étonnant que sa mère se précipite toujours en cuisine et cire les chaussures de son époux (« un homme charmant mais lâche ») puis en lisant Le Deuxième Sexe.
Elle participe en 1968 à la construction de l'un des groupes fondateurs du Mouvement de libération des femmes, le groupe FMA — Féminin, masculin, avenir — devenu, en 1969, Féminisme, marxisme, action, avec Emmanuèle de Lesseps, Anne Zelensky et Jacqueline Feldman-Hogasen.
Ce groupe s'est réuni avec d'autres (composés notamment de Monique et Gille Wittig, Christiane Rochefort, Micha Garrigue, Margaret Stephenson), pour former le MLF en août 1970 ; en septembre de la même année, les mêmes personnes forment un sous-groupe du MLF : les Féministes révolutionnaires, qui a existé jusqu’en 1977, avec de longues interruptions.
En novembre 1970, elle fonde avec Anne Zelensky et d'autres le MLA — mouvement pour la liberté de l'avortement — un ancêtre du MLAC. Avec Zelensky, elle organise le manifeste de 343 femmes déclarant avoir avorté, manifeste qui sera le début d’une longue campagne conduisant plus tard le gouvernement de Valéry Giscard d'Estaing à faire voter la loi Veil, qui légalisait l'interruption volontaire de grossesse.
En 1971, avec Monique Wittig (et d’autres) elle fonde les Gouines rouges, un mouvement radical féministe lesbien. Le groupe compte notamment Marie-Jo Bonnet, Dominique Poggi, Janine Sert, Monique Bourroux, Cathy Bernheim, Catherine Deudon, Évelyne Rochedereux et Josiane Gamblain.
En 1976, elle participe à la campagne contre le viol, qui s’oppose notamment au fait que les tribunaux déqualifient le viol de « crime », passible d'assises, en « délit » passible de correctionnelle.
En 1977, elle participe à la fondation de la première revue francophone d’études féministes : Questions féministes (QF) et en 1980, elle cofonde Nouvelles Questions féministes (NQF), qui paraît toujours en 2020. Ces revues introduisent, entre autres, le courant intellectuel du féminisme matérialiste et le concept de genre. Les deux revues furent fondées avec le soutien actif de Simone de Beauvoir, qui en fut directrice de publication jusqu’à sa mort.
À partir de 1998, elle s’occupe avec Sylvie Chaperon d’organiser le premier colloque scientifique sur l’œuvre de Simone de Beauvoir, qui se tient à Paris en janvier 1999 : Cinquantenaire du Deuxième sexe, qui a donné lieu à un livre du même nom, publié en 2001.
En 2001, alors qu’elle est coprésidente de la Fondation Copernic, elle propose à celle-ci de dénoncer le projet américain de la guerre d'Afghanistan, et essuyant un refus, elle fonde avec Willy Pelletier (coordinateur de Copernic) et d’autres membres de l’extrême gauche (dont Catherine Lévy, Daniel Bensaïd, Jacques Bidet, Annie Bidet, Nils Andersson, Henri Maler, Dominique Lévy) la Coalition internationale contre la guerre. Elle publie en mars 2002 (dans Le Monde diplomatique) « Une guerre pour les femmes ? », dénonçant comme des prétextes les thèmes « féministes » mis en avant pour justifier une guerre qu’elle voit comme néocoloniale.
Le 6 avril 2002, elle organise une rencontre sur la création du camp de Guantánamo.
À partir de 2003 et notamment à l’occasion de la loi sur les signes religieux dans les écoles publiques Christine Delphy se mobilise contre l'islamophobie et notamment l'instrumentalisation du féminisme à cette fin. Elle est initiatrice de la pétition « Un voile sur les discriminations » parue dans Le Monde le 9 décembre 2003, participe au Collectif Une École pour Toutes et Tous (CEPT), puis Collectif des Féministes pour l’Égalité (CFPE), dont elle est la première présidente, qui met sur « le même plan le droit de porter le foulard autant que le droit de ne pas le porter ». Elle écrit aussi de nombreux textes sur ce sujet, en particulier trois qui ont été réédités dans Classer, dominer : « l’intervention contre une loi d’exclusion » au meeting inaugural d’Une école pour tous au Trianon le 4 février 2004 ; « Race, caste et genre » ; « Antisexisme ou antiracisme : un faux dilemme ». Elle s'engage en faveur d'un féminisme antiraciste et en 2004 elle est élue première Présidente du Collectif des féministes pour l'égalité, créé dans la foulée de la controverse sur le voile, et dont un des principes fondateurs est « le refus d’un modèle unique de libération et d’émancipation des femmes ».
En janvier 2005, elle fait partie des initiateurs de l'appel « Nous sommes les indigènes de la République ! », qui dénonce le traitement des populations issues de la colonisation qui prolongerait, selon eux, la politique de la période coloniale. De cet appel a émergé le mouvement des Indigènes de la République, puis le parti des Indigènes de la République (PIR). Alors que la proximité de Christine Delphy avec le PIR lui est reprochée, ce mouvement étant qualifié par de nombreuses sources d'antiféministe, antisémite ou encore homophobe,,, Christine Delphy répond s'en être éloignée, notamment en raison des prises de position du PIR sur l'homosexualité, qu'elle a « trouvé très dérangeantes ».
En 2011, en réaction à l’accusation de viol de Nafissatou Diallo par Dominique Strauss-Kahn et en particulier au traitement médiatique et politique de l'affaire qui n'avait d'empathie que pour Strauss-Kahn et ne s'intéressait pas à Diallo, Delphy décide de coordonner un ouvrage regroupant des interventions de féministes qui avaient réagi sur cette affaire. Pour elle, cette « réaction rapide des féministes perturbe l’entre-soi des hommes et des riches et les force à prendre en compte Nafissatou Diallo ».
En 2020, Christine Delphy prend explicitement position pour l'exclusion des femmes trans des espaces non mixtes réservés aux femmes en co-signant une tribune qui affirme que « les femmes sont tout d’abord des êtres humains femelles » et exclut les femmes trans de cette définition. Plusieurs féministes, y compris des personnes ayant collaboré de longue date avec Christine Delphy, dénoncent alors une contradiction entre une prise de position fondée sur « une vision biologisante du genre et du sexe » et les thèses matérialistes défendues par Delphy elle-même dans ses travaux, qui continuent de nourrir le matérialisme trans. Toutefois, dans une interview accordée à Libération, Delphy précise qu'elle ne partage pas l'intégralité des termes de la tribune et qu'elle a surtout souhaité réagir à la violence des attaques subies par les féministes, tout en soulignant que le sexe reste un marqueur, mais non la cause de la subordination des femmes.

## Théorie féministe

### Féminisme matérialiste
Christine Delphy est l'une des représentantes du féminisme matérialiste, branche théorique du féminisme radical qui utilise les outils conceptuels du marxisme pour penser les rapports sociaux de genre. Dans cette optique, la distinction entre hommes et femmes est socialement construite par le patriarcat et les catégories « hommes » et « femmes » sont pensées comme des classes sociales antagonistes. Cette école s'oppose tant au différentialisme et à ses synonymes (essentialisme, naturalisme) qu’au réductionnisme du marxisme orthodoxe. On regroupe aujourd’hui dans ce courant Monique Wittig, Emmanuèle de Lesseps, Colette Guillaumin, Nicole-Claude Mathieu, Paola Tabet, Jules Falquet et les féministes qui s'en réclament.

### Épistémologie matérialiste

#### Un matérialisme non économiste
Bien que reconnaissant avoir été au début des années 1970 sous l'influence d'une version économiste du paradigme marxiste, Delphy s'en est ensuite éloignée et a développé une épistémologie matérialiste s'opposant à l'économisme.
En effet, elle ne souscrit pas à l'idée que la sphère économique déterminerait « en dernière instance » les autres sphères de la société, idée qui découlerait pour Delphy d'une réification de l'économie.
Elle note que l'économie capitaliste, par exemple, découle de conventions sociales comme le principe de propriété du produit de son propre travail ainsi que d'une deuxième convention qui repose et défait la première qui est que la propriété privée permet de s'approprier le produit du travail d'un autre. Cependant aucune de ces conventions n'est pour Delphy naturelle ou universelle.
La « dernière instance », celle sur laquelle reposeraient ces conventions, ce serait le pouvoir, le contrôle idéologique et physique. Le matérialisme serait donc pour Delphy la primauté accordée aux rapports sociaux matériels, comme l'économie, le droit et d'autres institutions et procédures dans lesquelles le pouvoir s'incorpore.

#### Opposition au naturalisme, à l'essentialisme et à l'a-historicisme
Ce matérialisme, qui est donc aussi un constructivisme, voit tous les phénomènes sociaux comme socialement construits et arbitraires. Il interdit donc de faire appel à une quelconque nature, ou essence extérieure à la société pour expliquer son organisation. Notamment la division de l'humanité en "hommes" et "femmes", comme groupes socialement distincts, doit dans cette perspective être expliquée par des mécanismes sociaux et non être vue comme découlant spontanément de la biologie.
Cette explication, pour être réellement sociale, se doit d'être historiquement située et ne peut faire référence à des structures humaines éternelles. Notamment, Delphy se méfie des théories reliant le patriarcat des sociétés industrielles contemporaines à un prétendu patriarcat a-historique qui remonterait à l'âge de pierre. Pour expliquer une institution présente, on ne pourrait se contenter de constater qu'elle existait déjà par le passé, mais il faudrait plutôt expliquer son existence à chaque moment par le contexte de ce moment.

#### Critique de la recherche de la «globalité»
Un autre élément de l'épistémologie développée par Delphy est la critique des théories visant à expliquer la totalité d'un système de domination.
Ces théories finiraient par trop coller à leur objet et deviendraient ainsi incapables de le replacer parmi les objets semblables, les autres dominations, parce qu’elles ne possèdent pas les outils pour les rendre comparables.
Or, le pouvoir explicatif d’une théorie (d’un concept, d’une hypothèse) étant lié à sa capacité de trouver ce qu’il y a de commun à plusieurs phénomènes du même ordre, ces théories ne permettraient pas d'expliquer et donc de comprendre l'objet qu'elles décrivent.
Pour ce qui est de l'oppression des femmes, c'est un travers qu'elle retrouve dans les théories de type biologiste-évolutionniste, les théories féministes de la reproduction sociale, et celles de l’appropriation des femmes.

### Production domestique
Dans le tome 1 de son livre L'Ennemi principal, économie politique du patriarcat (un recueil d'essais sur le féminisme), Delphy met en avant le travail domestique comme base d'un mode de production distinct du mode capitaliste. Pour elle, les femmes sont non seulement opprimées mais exploitées par les hommes dans une « économie domestique » différente de l'économie capitaliste. Elle est ainsi l'une des premières à théoriser l'articulation des systèmes patriarcal et capitaliste, puis raciste.
Ce mode de production repose sur l’institution familiale par laquelle la force de travail des membres d’un foyer — femmes, enfants, frères et sœurs célibataires — appartient au chef de famille qui applique ce travail tant aux productions marchandes qu’aux productions non-marchandes. C’est à ces dernières que le travail non payé des épouses serait aujourd’hui en milieu urbain majoritairement imposé : cuisine, ménage, travail affectif, soins aux personnes dépendantes, etc.
Ainsi, selon elle, la société occidentale contemporaine est basée sur au moins deux dynamiques parallèles : un mode de production capitaliste et un mode de production patriarcal (ou domestique). L’exploitation économique des femmes résulterait de l’articulation de ces deux modes de production : les femmes au foyer sont dans le mode de production domestique « pur », mais la majorité des femmes sont aussi incluses dans le marché du travail où elles sont plus nombreuses à travailler à temps partiel, travaillent dans les secteurs les moins rémunérés et, à travail égal, sont moins bien payées que les hommes. Cependant, bien qu'ayant lieu sur le marché du travail, cette exploitation résulterait pour Delphy de mécanismes patriarcaux et aurait pour « but » l'exploitation domestique.
Dans les sociétés moins développées où l’agriculture est la production principale, le mode de production domestique prédomine, intriqué avec le capitalisme.
Le mode de production domestique permet d'analyser les rapports entre hommes et femmes comme un rapport d'exploitations entre des classes sociales. Cependant, contrairement aux prolétaires et aux capitalistes, Delphy ne pense pas que les rapports de production suffisent à définir les femmes et les hommes. En effet, la division entre femmes et hommes est tellement socialement pertinente qu'elle est omniprésente dans la vie des individus et fondamentales dans leur identité personnelle. Dès 1970, Delphy annonçait que l’exploitation sexuelle constituait un volet distinct de l'exploitation domestique au sein de l’oppression des femmes. De plus, le fait que les femmes aient la charge presque exclusive des enfants est théorisé comme une exploitation collective des femmes par les hommes qui précède et rend possible l'exploitation individuelle de la production domestique.
La thèse de l'existence d'un mode de production a une influence théorique et politique considérable dans les études féministes, à côté de nombreuses autres théorisations.

### Penser le genre
Dans le tome 2 de son livre L'Ennemi principal, penser le genre, Christine Delphy se penche sur le concept de genre, l’aspect social de la division sexuée de l'humanité.
Delphy a utilisé le terme à partir de 1976 et dès 1981 elle a exposé sa thèse selon laquelle le genre précède le sexe anatomique.
En effet, dans la démarche constructiviste qui est la sienne, c'est la pratique sociale et elle seule qui transforme en catégorie de pensée un fait physique en lui-même dépourvu de sens.
De plus, Delphy ajoute que la hiérarchie vient analytiquement avant la division technique du travail et les rôles sexuels. Ce serait l'oppression qui séparerait l'humanité en deux et créerait les groupes de genre hiérarchisés et leurs rôles tels qu'ils existent. Le sexe anatomique n'apparaît que dans un troisième temps, en tant que simple marqueur de la division sociale servant à reconnaître et identifier les dominants des dominés.
Dans cette perspective, pour mettre fin à la hiérarchie, il n'est pas possible de revaloriser le féminin, ou de rendre égalitaire la division genrée du travail. Ultimement, c'est au principe même de division en deux groupes, au genre lui-même, qu'il faut s'attaquer, et commencer à imaginer le « non-genre ».
Dans cette conception, le genre ne se réduit pas à un conditionnement social différent des individus qu'il serait possible de dépasser individuellement et le fait que les catégories « hommes » et « femmes » soient des constructions sociales ne les rend pas irréelles pour autant : « un construit social – que ce soit une institution particulière ou l’ensemble de l’organisation d’une société et d’une culture – ne fait pas qu’avoir des effets sur une réalité qui lui préexisterait : il est la réalité, la seule réalité ».

### Articulation entre sexisme et racisme
Pour Christine Delphy, le débat sur le voile islamique est à rattacher à l'islamophobie qui a des racines anciennes : « La population arabo-musulmane est visée depuis longtemps… Ce rejet ne date pas d’hier. Il a été nourri par l’arrogance de l’occident à l’égard du reste du monde. Il y a d’abord eu la colonisation de l’Afrique du Nord par les Français. Puis celle du Moyen-Orient par les Français et les Anglais notamment… Ensuite, il y a eu la première guerre du golfe (1991), la guerre en Afghanistan (2001), puis la deuxième guerre du golfe contre l’Irak (2003). Toutes ces manœuvres impérialistes classiques des grands pays par rapport au reste du monde se sont toujours appuyées sur une idéologie qui comporte des stéréotypes racistes ».

### Construction sociale de l'enfance
Voyant que les enfants étaient souvent au cœur de conflits entre femmes et hommes, notamment lors des divorces, Christine Delphy a été conduite à se pencher de plus près sur le statut des enfants. Pour elle, la plupart des théoriciennes féministes, à l’instar des théoriciens traditionnels comme Marx et Parsons « ont pris le point de vue des adultes ». Elle remarque que la question qui se pose le plus souvent à leur propos est : « qui possède légitimement les enfants ? » ; sans qu’on se demande s’il est légitime que les enfants soient possédés.
Comme pour le genre, le statut des enfants ne peut selon Delphy être expliqué par des arguments faisant appel à une nature spécifique des enfants. En effet, les arguments couramment invoqués pour justifier leur statut, comme la dépendance physique, l’incapacité de gagner sa vie, l’incapacité de se donner des soins à soi-même sont notamment partagées par certaines personnes âgées, handicapée, ou déficientes mentales sans que cela n’entraine des pertes de droits similaires à celles des mineurs. Leur vulnérabilité et leur dépendance seraient donc socialement construites et reposeraient notamment, comme pour les femmes, sur la sphère privée et l'institution sociale de la famille.
Contrairement au droit commun qui s’applique au domaine sociologique du « public », le droit qui s’applique au domaine sociologique du « privé » serait un droit différentiel et inégalitaire, qui créerait, dans chaque situation définie comme « privée », deux catégories d’acteurs : les mineurs et les majeurs. Ainsi, les mineurs ne sont pas libres de gagner leur vie, de se déplacer librement, et n'ont pas droit à une représentation légale. Ces droits ne sont cependant pas purement et simplement supprimés ; ils sont transférés à une autre catégorie de personnes, leurs parents.
Cette exception mettrait les femmes, dominées d’une façon homogène dans la sphère du « public », dans une situation hétérogène dans le domaine du « privé » : dans la catégorie des dominés en tant qu’elles sont épouses, mais en revanche dans la catégorie des dominants en tant qu’elles sont parents – quoique pas sur le même pied que les pères.

## Accueil critique
En 2008, elle publie un livre Classer, dominer, recueil d'articles, dont la thèse est que si l’idéologie dominante nous enjoint de tolérer l’Autre, cet « Autre » est en fait une construction élaborée par celui qui n'est pas un Autre, c’est-à-dire l’homme blanc. Élargissant son propos à plusieurs oppressions et non pas seulement au sexisme, elle analyse les formes particulières de la domination (qui passe notamment par le pouvoir de nommer) qui sont en jeu. Nicole Mosconi dans la revue d’études de genre Travail, genre, sociétés, souligne la richesse du livre et des thématiques traitées. Elle pointe l’intérêt de la posture épistémologique de Christine Delphy et notamment de son refus de la division entre textes militants et textes scientifiques.
En 2009, se joignant aux appréciations des sociologues Béatrice Appay et d'Irène Jami, parues lors de la première édition des deux tomes de l’Ennemi principal, et à l’occasion d’une ré-édition, Fabrice Bourlez dans « Non-fiction » estime en particulier que « le second volet offre une vraie boîte à outils pour faire table rase des préjugés sur le genre et mettre le feu aux oppressions. »
Michael Löwy, dans la préface de son livre Les aventures de Karl Marx contre le Baron de Munchaüsen, Introduction à une sociologie critique de la connaissance, juge que la « feminist standpoint theory » (théorie du positionnement féministe) est peut-être l’innovation la plus importante dans le domaine de l’épistémologie et de la sociologie de la connaissance, au cours du dernier quart de siècle et que « le travail pionnier dans ce domaine est l’œuvre d’une féministe française, Christine Delphy. ». L'épistémologie du « point de vue » (Standpunkt), a d'abord été développée en sciences humaines et sociales, par exemple par Max Weber et Georg Simmel mais selon Ludovic Gaussot, « cette épistémologie a peut-être surtout été théorisée dans les pays anglo-saxons, notamment par les féministes (Haraway, 1988 ; Harding, 1990 ; Hartsock, 1998), mais les féministes françaises radicales (notamment Delphy, Guillaumin, Mathieu) en ont jeté les bases, du moins dans le champ qui nous intéresse ».
Par ailleurs, Nathalie Heinich, sociologue spécialiste de l’art, écrit en 2008 sur Non-fiction un compte-rendu très critique de Classer, dominer, dont elle déplore l'engagement militant, qui nuit selon elle à l'impartialité de l'analyse. Elle affirme qu'« aucun de ces articles n’aurait jamais pu trouver place dans une revue scientifique, même de bas niveau » et appelle à « un sérieux resserrement des procédures d’évaluation » au sein du CNRS, qu'elle estime « laisser ses postes de recherches servir durant des décennies à [des productions de bas niveau], au détriment des jeunes chercheurs brillants qui pourraient y exceller ».
En 2015, Lisa Disch, professeure à l'Université du Michigan, insiste sur les apports du féminisme matérialiste incarné par Christine Delphy. Pour l'universitaire américaine, la définition que Delphy donne du genre comme « principe de partition » est « révolutionnaire », et elle s'attache à en dégager l'originalité par rapport aux théories constructivistes qui seront généralement associées aux années 1990.
En 2007, à la suite de ses propos sur les femmes afghanes, la journaliste Françoise Causse, auteure d'un livre critique sur la politique française en Afghanistan, dénonce un « manque de rigueur » et une légèreté d'analyse dans un article intitulé « Les dangereuses thèses de Christine Delphy ». Ses propos sur le port de la burqa et les femmes afghanes déclenchent d'autres réactions lui reprochant ses « comparaisons réductrices ».
En 2017, la signature par Delphy d'une tribune de soutien à Houria Bouteldja, et porte-parole des Indigènes de la République face à la polémique jugée raciste déclenchée par la parution de son livre Les Blancs, les juifs et nous déclenche à son tour des réactions indignées,,, Jack Dion de Marianne la décrivant par exemple comme étant « ahurissant d’allégeance à une dame qui a exposé son racisme au vu et au su de tous ».
En 2022, la revue qu'elle a lancée, Nouvelles questions féministes, publie le numéro spécial « Faire avec Delphy », qui témoigne de l'influence de Delphy, avec plus d'une trentaine de témoignages.

## Publications

### Ouvrages

#### Ouvrages personnels
- The Main Enemy, W.R.R.C.P., London, 1977
- Por un feminismo materialista, La Sal, Barcelona, 1982
- Close to Home, biblio. & index, London, Hutchinson, & The University of Massachusetts Press, 1984
- Familiar Exploitation: A New Analysis of Marriage in Contemporary Western Societies, avec Diana Leonard, Oxford, Polity Press, 1992
- L'ennemi principal (Tome 1): économie politique du patriarcat, Paris, Syllepse, 1998. (réédité en 2009 par Syllepse  (ISBN 2849501980)
- L'ennemi principal (Tome 2): penser le genre, Paris, Syllepse, 2001. (Réédité en 2009 par Syllepse  (ISBN 2907993887)
- Classer, dominer : qui sont les autres, Paris, La Fabrique (éditeur), 2008  (ISBN 978-2-913372-82-5)
- Un universalisme si particulier, Féminisme et exception française, Paris, Syllepse, 2010  (ISBN 978-2-84950-264-8)
- Pour une théorie générale de l'exploitation. Des différentes formes d'extorsion de travail aujourd'hui, Paris, Syllepse et Saint-Joseph-du-Lac, M éditeur, 2015, 120 p. (ISBN 978-2-924327-24-1)Ce livre est un assemblage de son article « Par où attaquer le partage inégal du travail ménager » paru en 2003, et des deux parties de l'article « Pour une théorie générale de l'exploitation » parus en 2004, avec une préface de Mélissa Blais et Isabelle Courcy.
- Separate and Dominate: Feminism and Racism after the War on Terror, Verso, 2015.
- L'exploitation domestique, Paris, Syllepse, 2019.

#### Ouvrages collectifs
- Cinquantenaire du Deuxième sexe (dir. avec Sylvie Chaperon), Paris, Syllepse, 2001.
- Le foulard islamique en questions, Paris, Éditions Amsterdam, 2004.
- Un troussage de domestique (dir.), Paris, Syllepse, 2011,  (ISBN 978-2-84950-328-7)[64].
- Nacira Guénif-Souilamas (dir.), Laurent Mucchielli, Christine Delphy et Joëlle Marelli, La République mise à nu par son immigration, Paris, La Fabrique (éditeur), 2006, 220 p. (ISBN 2-913372-50-3)[65].

### Principaux articles
- « L'ennemi principal », Partisans, nos 54-55 : « Libération des femmes, année zéro »,‎ juill.-oct. 1970, p. 157-172. (Sous le pseudonyme Christine Dupont.)
- « Mariage et divorce : l'impasse à double face », Les Temps modernes, nos 333-334 « Les femmes s'entêtent »,‎ avril-mai 1974, p. 128-146.
- « Pour un féminisme matérialiste », L'Arc, numéro sur Simone de Beauvoir, avril 1975.
- « La famille et la fonction de consommation », Cahiers Internationaux de sociologie, été 1975.
- « Proto-féminisme et anti-féminisme », Les Temps modernes, mai 1976.
- « La transmission du statut à Chardonneret », Revue d'ethnologie française, 1976.
- « La revendication maternelle, Questionnements et pratiques des recherches féministes », Cahier de recherche, Montréal: Université du Québec à Montréal, 1990.
- (en) « Rethinking Sex and gender », Women's Studies International Forum, Vol.16, no 1, Jan-février 1993.
- (en) « Changing Women in a changing Europe: is 'difference' the future for feminism ? », Women's Studies International Forum, Vol.17, nos 2/3, mars-juin, 1994.
- (en) « The Invention of French Feminism: An Essential Move, Yale French Studies », no  spécial, Another Look, Another Woman, 1995.
- (en) « Feminism at a Standstill ? », New Left Review, 4, July/Aug.2000.
- « Une guerre pour les femmes afghanes ? » », Nouvelles Questions féministes, vol. 21, no 1 « NQF change ! »,‎ janv.-avr. 2002, p. 98-109 (DOI 10.3917/nqf.211.0098, lire en ligne).
- « Par où attaquer le “partage inégal” du “travail ménager” ? », Nouvelles Questions féministes, vol. 22, no 3 « À contresens de l'égalité »,‎ sept.-déc. 2003, p. 47-72 (DOI 10.3917/nqf.223.0047, lire en ligne).
- « Pour une théorie générale de l'exploitation : en finir avec la théorie de la plus-value », Mouvements, no 26 « Classes, exploitation : totem ou tabou ? »,‎ mars 2003, p. 69-78 (DOI 10.3917/mouv.026.0069, lire en ligne).
- « Pour une théorie générale de l'exploitation : repartir du bon pied », Mouvements, no 31 « Les hommes en crise ? : le masculin en questions »,‎ janv. 2004, p. 97-106 (DOI 10.3917/mouv.031.0097, lire en ligne).
- « La manipulation du genre dans les pratiques discriminatoires », Journal des anthropologues, nos 100-101 « Éducation, religion, État »,‎ mars 2005, p. 265-283 (DOI 10.4000/jda.1615, lire en ligne).
- « Antisexisme ou antiracisme ? : un faux dilemme », Nouvelles Questions féministes, vol. 25, no 1 « Sexisme et racisme : le cas français »,‎ janv.-avr. 2006, p. 59-84 (DOI 10.3917/nqf.251.0059, lire en ligne).

### Filmographie
Christine Delphy a fait des apparitions dans plusieurs films et émissions :
- Manifestation du mouvement des femmes place de l'Étoile, journal télévisé de 20h de la RTF, première manifestation du mouvement des femmes à Paris depuis la Seconde Guerre mondiale, près de la tombe du soldat inconnu à l'Arc de Triomphe, 1970
- Le Ghetto Expérimental de Jean-Michel Carré et Adams Schmedes, 1975
- Kate Millett parle de la prostitution avec des féministes, du collectif Videa, au moment de la grève des prostituées en 1975 et après la parution de son livre, Kate Millett débat des questions de la prostitution avec des féministes françaises (Monique Wittig, Christine Delphy…), 1975
- Au nom des femmes, Simone de Beauvoir, émission Aujourd'hui la vie, conversation-débat sur le féminisme avec, entre autres, Simone de Beauvoir, Delphine Seyrig et Christine Delphy, A2 / France 2, 1985
- Thank God I'm a Lesbian (Dieu merci je suis lesbienne), de Dominique Cardona et Laurie Colbert, 1992
- Le Deuxième sexe de Simone de Beauvoir, reportage sur l’histoire de l’essai à l’occasion du colloque célébrant le cinquantième anniversaire de la publication, interviews de Michelle Perrot et Christine Delphy, journal télévisé de 20h de TF1, 1999
- Debout ! Une histoire du mouvement de libération des femmes 1970-1980, de Carole Roussopoulos, 1999
- Cinquantenaire du deuxième sexe, de Carole Roussopoulos et Christine Delphy, un film sur le colloque du même nom, 2001
- Bleu, blanc, rose d’Yves Jeuland, 2002
- Un racisme à peine voilé de Jérôme Host, 2004
- La prostitution, émission L’arène de France, avec des interviews de Christine Delphy, Nicole Borvo et Florence Montreynaud, A2 / France 2, 2007
- Chahinaz : quels droits pour les femmes, documentaire sur la quête d’une jeune Algérienne, avec l’interview, notamment, de Christine Delphy, France 5, 2007
- Encore elles ! de Constance Ryder et Josiane Szymanski, 40 ans après la naissance du MLF, qui sont les féministes d’aujourd’hui ?, 2011
- Carole Roussopoulos, une femme à la caméra, d'Emmanuelle de Riedmatten, 2012
- Je ne suis pas féministe, mais… de Florence Tissot et Sylvie Tissot, 2015
- L'Abécédaire de Christine Delphy de Florence Tissot et Sylvie Tissot, 2015

### Entretiens
- « Christine Delphy : “La honte doit changer de bord” », Ballast, no 2,‎ juin 2015 (lire en ligne).
- [Calvini-Lefebvre 2018] Marc Calvini-Lefebvre, « “On ne peut pas empêcher les concepts de voyager” : un entretien avec Christine Delphy », Revue française de civilisation britannique, vol. XIII, no 1 « La situation des femmes au Royaume-Uni depuis 1900 : changement ou continuité ? »,‎ 2018, p. 7 p. (DOI 10.4000/rfcb.1817, lire en ligne).